# Simonne Lacapère
Simonne (ou Simone) Lacapère, née Deffain le 9 mars 1916 à Fougères (Ille-et-Vilaine) et morte le 17 octobre 2007 à Plan-de-Cuques (Bouches-du-Rhône), est une institutrice, militante syndicaliste et socialiste.
Durant sa vie, elle est également directrice d’école, adjointe au maire de Suresnes et autrice qui s’intéresse particulièrement à l’éducation des enfants handicapés, malades, ou socialement inadaptés, en explorant et appliquant les théories de l’éducation libre et des écoles de plein air.

## Biographie
Simonne Deffain est fille d’un tailleur et d’une couturière. Elle épouse Jacques Lacapère, instituteur également, en 1934 à Paris.
Pendant la Seconde Guerre mondiale, elle est instructrice au Céméa (Centre d’entraînement aux méthodes éducatives actives) pour former des cadres de colonies de vacances aux méthodes actives.
Simonne et Jacques Lacapère créent notamment la Bastide de Beau-Soucy (1944-1950), une république d’enfants gérée par l’Entr’aide française, pour y accueillir et éduquer des enfants dans l’impossibilité de suivre les programmes des écoles publiques ordinaires (malades, handicapés ou en situation sociale difficile). « Pourquoi Bastide ? Nous voulions faire vibrer jusque dans notre titre le souffle émancipateur d’une éducation libre ». Considérant que la structure scolaire classique n’était pas adaptée à leurs besoins particuliers, ils souhaitaient leur apporter une éducation et une instruction qui permette à la fois leur épanouissement et leur insertion dans la société. Ils y expérimentent l’éducation libre, inspirés entre autres par les théories des pédagogies Freinet et Decroly.
Le couple s’investit ensuite dans l'école de plein air de Suresnes (annexée au Centre national d’éducation de plein air en 1954). Simonne Lacapère en devient la directrice en 1954 et le reste jusqu’à sa retraite en 1976.
Forte de son expérience, elle rédige par ailleurs en 1989 un projet de convention sur les droits de l’enfant pour l'ONU.
Elle écrit plusieurs ouvrages et articles parlant de ses expériences et de ses réflexions (notamment dans les revues Les Cahiers rationalistes et Les Cahiers laïques), participant aussi à des ouvrages collectifs de pédagogie.
Elle est adjointe au maire de Suresnes de 1973 à 1983, tenant pendant ces années « La Petite Rubrique de l'enfance » dans Le Suresnois.

## Œuvres

### Ouvrages
- Beau Soucy, Communauté d’enfants. Blainville-sur-Mer : l’Amitié par le livre. 1956.
- (avec André Roudil (illustrations)), Casse-Noisette ou la Charité. Paris : Maubert & Cie.,1964.
- Souvenirs de la Maison de Verre : l’école de plein air de Suresnes, communauté éducative. Blamont : l’Amitié par le livre, 1978.
- Le Métier de parents. Paris : Presses universitaires de France, 1982.
- Trois dames pour un seul petit roi. Paris : Maubert, Académie européenne du livre, 1990.
- La Femme du militant : récit. Besançon : l’Amitié par le livre, 1995.

### Contributions
- « Une maison d'enfants, la Bastide de Beau-Soucy ». In : Enfance, tome 2, n°5, 1949. pp. 489-496.
- « L'apprentissage de la liberté à l'école laïque ». In : Les cahiers rationalistes. Août-Septembre 1960, n°189 : Vie scolaire. Union rationaliste.
- L’éducation des enfants et des adolescents handicapés en milieu scolaire et parascolaire. Les handicapés psychiques. 2e édition. Tome 2. Éditions sociales françaises, Encyclopédie moderne d’éducation, 1977.